# Nero Wolfe (film)
Nero Wolfe è un film televisivo thriller del 1979 diretto da Frank D. Gilroy.

## Trama
Una ricca agente immobiliare invia dozzine di copie di un libro che dipinge l'FBI in una luce sfavorevole. La molestano. Quindi si rivolge a Nero Wolfe per toglierseli di dosso.

## Produzione
Girato nel 1977 come episodio pilota di una serie mai realizzata, rimase negli archivi per due anni. Dopo la scomparsa di Thayer David (nel 1978), il film venne trasmesso negli Stati Uniti il 18 dicembre 1979 dalla ABC TV come film di mezzanotte.